# Ravishing Grimness
Ravishing Grimness este cel de-al șaptelea album de studio al formației Darkthrone. Acest album marchează apariția primelor influențe crust punk și heavy metal.
Albumul a fost relansat în 2011, incluzând ca bonus un CD cu comentariile lui Fenriz și Nocturno Culto. Pentru ediția din 2011 a acestui album s-a organizat un concurs pentru o nouă copertă, câștigătorul fiind Costin Chioreanu.

## Lista pieselor
1. "Lifeless" - 05:42
2. "The Beast" - 05:30
3. "The Claws Of Time" - 07:03
4. "Across The Vacuum" - 07:14
5. "Ravishing Grimness" - 07:26
6. "To The Death (Under The King)" - 04:45

## Personal
- Fenriz - baterie
- Nocturno Culto - vocal, chitară, chitară bas